# نادي الحمزة
نادي الحمزة الرياضي هو فريق كرة قدم عراقي مقره في قضاء الحمزة الشرقي، القادسية، يلعب في الدوري العراقي الدرجة الثانية.

## روابط خارجية
- كأس العراق لكرة القدم على موقع Goalzz.com
- أندية العراق - تواريخ التأسيس